# Hemipristis elongata
Hemipristis elongata är en hajart som först beskrevs av Carl Benjamin Klunzinger 1871.  Hemipristis elongata ingår i släktet Hemipristis och familjen Hemigaleidae. IUCN kategoriserar arten globalt som sårbar. Inga underarter finns listade i Catalogue of Life.